# إيرادون دي بينارس
بلدية إيرادون دي بينارس (بالإسبانية: Herradón de Pinares) هي بلدية تقع في مقاطعة آبلة التابعة لمنطقة قشتالة وليون وسط إسبانيا.

## الديموغرافيا
يبلغ عدد سكان بلدية إيرادون دي بينارس 525 نسمة عام 2011 (وفقاً للمعهد الوطني للإحصاء الإسباني).
| 510 | 516 | 473 | 541 | 592 | 560 | 525 |